# 地方分権の推進を図るための関係法律の整備等に関する法律
地方分権の推進を図るための関係法律の整備等に関する法律（ちほうぶんけんのすいしんをはかるためのかんけいほうりつのせいびとうにかんするほうりつ、平成11年7月16日法律第87号）は、地方自治法を主とした地方分権に関する法規の改正に関する日本の法律である。通称は地方分権一括法（ちほうぶんけんいっかつほう）。
法令番号は平成11年法律第87号、1999年（平成11年）7月16日に公布された。
本法独自の項目というものは存在せず、475の法律（一部勅令を含む）について改正または廃止が定められている「改正法」である。
地方自治法改正を中心とした大半の施行は2000年（平成12年）4月1日だが、一部法律については施行が前後している。

## 構成
- 第一章　共通関係（第一条・第二条）
- 第二章　総理府関係（第三条-第九十二条）
- 第三章　法務省関係（第九十三条-第百六条）
- 第四章　外務省関係（第百七条・第百八条）
- 第五章　大蔵省関係（第百九条-第百二十四条）
- 第六章　文部省関係（第百二十五条-第百四十五条）
- 第七章　厚生省関係（第百四十六条-第二百三十八条）
- 第八章　農林水産省関係（第二百三十九条-第三百六条）
- 第九章　通商産業省関係（第三百七条-第三百五十一条）
- 第十章　運輸省関係（第三百五十二条-第三百七十条）
- 第十一章　郵政省関係（第三百七十一条）
- 第十二章　労働省関係（第三百七十二条-第三百九十九条）
- 第十三章　建設省関係（第四百条-第四百五十四条）
- 第十四章　自治省関係（第四百五十五条-第四百七十五条）